# 14일 기념일
14일 기념일(十四日記念日) 또는 14일 데이는 대한민국에 매월 14일마다 있는 기념일이다. 대부분의 날이 연인들과 관련이 있지만 파이데이는 무관하다. 그리고 밸런타인데이, 허그데이 외에는 대한민국의 국지적인 기념일이며 화이트데이는 동양을 포함한다. 커플끼리 즐길 수 있는 소소한 이벤트라는 긍정적 의견과 기념일이 많아 사랑에 막대한 비용이 든다는 부정적인 의견이 존재한다.

## 14일 기념
- 1월 14일 : 다이어리데이

새해를 맞이해서 새로운 다이어리를 선물하는 날이다.
- 2월 14일 : 밸런타인데이

여성이 남성에게 초콜릿을 주는 날이다.
- 3월 14일 : 화이트데이

밸런타인데이에 초콜릿을 받은 남성이 보답으로 여성에게 사탕을 주는 날이다.
- 4월 14일 : 블랙데이

연인이 없는 남녀가 모여 짜장면을 먹는 날이다.
- 5월 14일 : 로즈데이

남자 또는 여자가 서로 장미꽃을 주는 날이다.
- 6월 14일 : 키스데이

연인 또는 부부끼리 키스하는 날이다.
- 7월 14일 : 실버데이

링데이라고도 불리며, 은제품이나 은반지를 남자 또는 여자가 서로 주는 날이다.
- 8월 14일 : 그린데이 또는 뮤직데이

그린데이는 산을 찾아 삼림욕을 즐기는 날이다. 뮤직데이는 음악이 있는 곳에서 춤추면서 즐기는 날이다.
- 9월 14일 : 포토데이

함께 여행을 가서 기념사진을 찍고 나누어 갖는 날이다.
- 10월 14일 : 와인데이

함께 저녁식사를 하며 포도주를 즐기는 날이다.
- 11월 14일 : 무비데이

영화를 보고 쿠키를 먹는 날이다.
- 12월 14일 : 허그데이 또는 머니데이

허그데이는 서로를 따뜻하게 안아줄 수 있는 제반 여건을 갖춘뒤 포옹을 하는 날이다. 머니데이는 연인들끼리 돈을 써가면서 서로 특별한 선물을 주고받는 날이다.

## 같이 보기
- 빼빼로데이